# 知识库
知识库（Knowledge base）是用于知识管理的一种特殊的数据库，以便于有关领域知识的采集、整理以及提取。知识库中的知识源于领域专家，它是求解问题所需领域知识的集合，包括基本事实、规则和其它有关信息。

## 表示形式
- 测试框架
- 规则
- 语义网络

### 特点
- 主动性
- 动态性
- 变态性

## 验证

### 知识库的不完整性
- 悬挂条件

如果该规则的任意前提条件都不出现在数据库中，也不出现在所有规则的结论部分，则该规则永远不会被激活。
- 无用结论

如果一个规则结论部分的谓词没有在知识库中任何规则的前提条件中出现，该谓词称为无用条件。
- 孤立规则

如果一个规则前提部分的谓词都是悬挂条件，并且其结论部分的谓词都是无用结论，则称该规则为孤立的。

### 知识库的不一致性
- 冗余规则
- 包含规则
- 循环规则
- 冲突规则